# Zalesie (powiat lubaczowski)
Zalesie – wieś w Polsce położona w województwie podkarpackim, w powiecie lubaczowskim, w gminie Oleszyce.
W latach 1975–1998 miejscowość administracyjnie należała do województwa przemyskiego.
Wierni Kościoła rzymskokatolickiego należą do parafii Narodzenia Najświętszej Maryi Panny w Oleszycach. 22 września 1986 r. bp Marian Jaworski poświęcił kościół filialny pw. św. Maksymiliana Marii Kolbego.